# Ctenoscelis
A Ctenoscelis a rovarok (Insecta) osztályának bogarak (Coleoptera) rendjébe, ezen belül a mindenevő bogarak (Polyphaga) alrendjébe és a cincérfélék (Cerambycidae) családjába tartozó nem.

## Rendszerezés
A nembe az alábbi 3-4 faj tartozik:
- Ctenoscelis acanthopus (Germar, 1824)
- Ctenoscelis ater (Olivier, 1795)
- Ctenoscelis coeus (Perty, 1832)

- Apotrophus (Bates, 1875)
  - Ctenoscelis simplicicollis (Bates, 1875)

### Fordítás
- Ez a szócikk részben vagy egészben  a   Ctenoscelis című angol Wikipédia-szócikk ezen változatának fordításán alapul.  Az eredeti cikk szerkesztőit annak laptörténete sorolja fel. Ez a jelzés csupán a megfogalmazás eredetét és a szerzői jogokat jelzi, nem szolgál a cikkben szereplő információk forrásmegjelöléseként.